# Carla Boyd
Carla Maree Boyd (nacida el 31 de octubre de 1975 en Wynyard, Tasmania, Australia) es una exjugadora de baloncesto australiana. Consiguió 3 medallas en competiciones internacionales con Australia.